# 兰显理

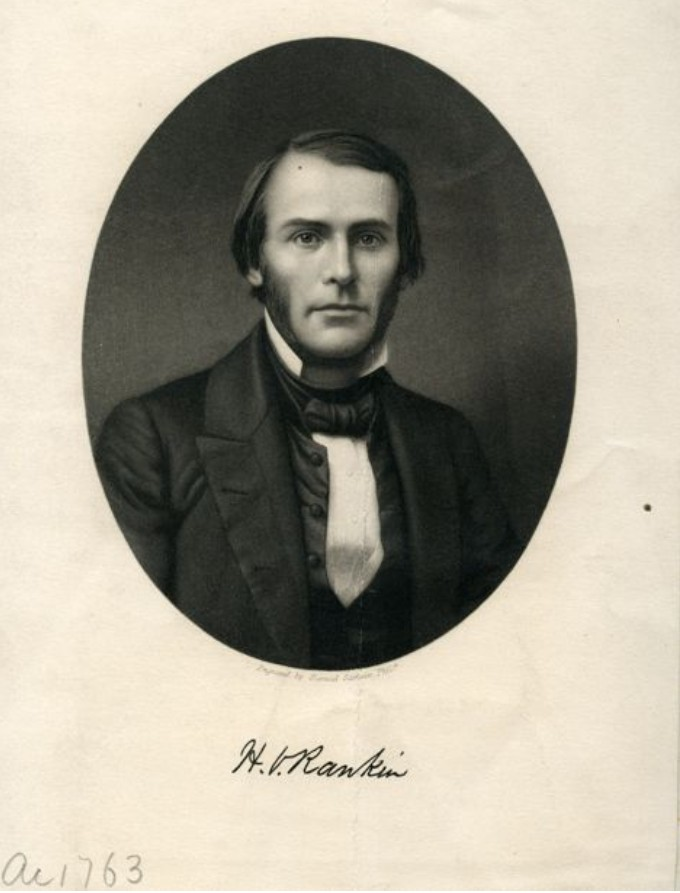
1848年被委派往寧波一年所拍攝

兰显理（Henry Van Vleck Rankin，通稱H. V. Rankin，1825年9月11日—1863年7月2日），美國美北長老會駐清朝寧波傳教士，1848年受委任，至1863年病逝於寧波。1853年，兰显理伙同美北長老會傳教士丁韪良编纂以宁波话为基础翻译的《宁波土话初学》、《领经问答》、《教会政治》、《礼拜模范》等基督教教义书籍，是最早的宁波话罗马字拼音教学文献，在寧波基督教堂和教会学校广为采用。

## 家庭
生於新澤西州紐華克。父親是William Rankin（1785-1869），母親是Abigail Matilda Ogden（1789 - 1876）；兄弟姐妹有Luanda Caroline Rankin（1822 - 1900）、Matilda Whiting Rankin（1829 - 1838早亡）、John Joseph Rankin（1831 - 1853早亡）1851年，兰显理與妻子Mary Knight在宁波生下兒子Henry William Rankin（1851-1937），兒子兒子著有神學著作《Henry William Rankin Papers》。

## 傳教
1852年，《路加福音》在宁波出版，是中国最早的拼音文字方言圣经（所謂羅馬字注音的「土白」聖經）。儘管民众很少能熟练閱讀罗马字注音，对传教士而言，大大减少了模仿中文老师的发音的时间；傳教士也无需再为在宣道時當場将文言版《圣经》通譯为宁波話而苦恼。兰显理曾长期受困于此，所以他一直热心推动罗马字注音圣经的翻译和刊行。1853年，兰显理伙同美北長老會傳教士丁韪良编纂以宁波话为基础翻译的《宁波土话初学》、《领经问答》、《教会政治》、《礼拜模范》等基督教教义书籍，是最早的宁波话罗马字拼音教学文献，在寧波基督教堂和教会学校广为采用。